# Chris Boucher (baloncestista)
Christopher «Chris» Boucher (Castries, 11 de enero de 1993) es un baloncestista santalucense, nacionalizado canadiense, que pertenece a la plantilla de los Boston Celtics de la NBA. Con 2,06 metros de estatura, juega en las posiciones de ala-pívot o pívot.

## Trayectoria deportiva

### Universidad
Jugó un año en el pequeño New Mexico Junior College, donde promedió 11,8 puntos y 6,7 rebotes por partido. De ahí pasó al Northwest College, donde jugó una temporada en la que fue elegido Jugador del Año de la NJCAA, tras promediar 22,5 puntos y 11,8 rebotes por encuentro, anotando 30 o más puntos en ocho partidos. Tras los dos años de junior college, eligió seguir sus estudios en la Universidad de Oregón, rechazando ofertas de TCU, Minnesota y Texas Tech.
Jugó dos temporadas con los Ducks de la Universidad de Oregón, en las que promedió 12,0 puntos, 6,8 rebotes y 2,7 tapones por partido. En su primera temporada lideró la Pac-12 Conference en porcentaje de tiros de campo, con un 66,7% de acierto, y en tapones, con 2,9 por partido, repitiendo en este último apartado al año siguiente, al colocar 2,5 gorros por encuentro. Fue elegido en ambas temporadas en el mejor quinteto defensivo de la conferencia.

#### Estadísticas (NCAA)
| Año     | Equipo | PJ | PT | MPP  | %TC  | %3P  | %TL  | RPP | APP | ROB | TPP | PPP  |
| ------- | ------ | -- | -- | ---- | ---- | ---- | ---- | --- | --- | --- | --- | ---- |
| 2015–16 | Oregon | 38 | 35 | 25.8 | .539 | .339 | .685 | 7.4 | .4  | .8  | 2.9 | 12.1 |
| 2016–17 | Oregon | 31 | 12 | 23.6 | .524 | .350 | .565 | 6.1 | .4  | .4  | 2.5 | 11.8 |
| Total   |        | 69 | 47 | 24.8 | .532 | .344 | .61  | 6.8 | .4  | .6  | 2.7 | 12.0 |

### Profesional
Tras no ser elegido en el Draft de la NBA de 2017, firmó un contrato de dos vías (Two Way Contract) con los Golden State Warriors, siendo uno de los primeros en firmar este método de contrato por el cual ocupó un puesto en la plantilla del equipo de la NBA añadido a los 15 habituales, pero jugando con el equipo filial de los Santa Cruz Warriors de la NBA G League.
El 20 de julio de 2018, los Toronto Raptors anunciaron la contratación de Boucher con un contrato dual para jugar en los Raptors 905 de la G League.
El 30 de junio de 2022 acuerda una extensión de contrato con los Raptors por tres años y $35 millones.
Tras siete temporadas en Toronto, el 5 de agosto de 2025, firma por un año con Boston Celtics.

## Estadísticas de su carrera en la NBA
|  | Denota temporadas en la que ganó un campeonato de la NBA |

### Temporada regular
| Año     | Equipo       | PJ  | PT | MPP  | %TC  | %3P  | %TL  | RPP | APP | ROB | TPP | PPP  |
| ------- | ------------ | --- | -- | ---- | ---- | ---- | ---- | --- | --- | --- | --- | ---- |
| 2017-18 | Golden State | 1   | 0  | 1.0  | .000 | .000 | —    | 1.0 | .0  | .0  | .0  | .0   |
| 2018-19 | Toronto      | 28  | 0  | 5.8  | .447 | .324 | .867 | 2.0 | .1  | .2  | .9  | 3.3  |
| 2019-20 | Toronto      | 62  | 0  | 13.2 | .472 | .322 | .784 | 4.5 | .4  | .4  | 1.0 | 6.6  |
| 2020-21 | Toronto      | 60  | 14 | 24.2 | .514 | .383 | .788 | 6.7 | 1.1 | .6  | 1.9 | 13.6 |
| 2021-22 | Toronto      | 80  | 9  | 21.1 | .464 | .297 | .777 | 6.2 | .3  | .6  | .9  | 9.4  |
| 2022-23 | Toronto      | 76  | 0  | 20.0 | .493 | .328 | .762 | 5.5 | .4  | .6  | .8  | 9.4  |
| 2023-24 | Toronto      | 50  | 0  | 14.1 | .507 | .330 | .772 | 4.1 | .5  | .3  | .5  | 6.4  |
| 2024-25 | Toronto      | 50  | 0  | 17.2 | .492 | .363 | .782 | 4.5 | .7  | .5  | .5  | 10.0 |
| Total   | Total        | 357 | 23 | 17.8 | .488 | .333 | .779 | 5.2 | .5  | .5  | 1.0 | 8.7  |

### Playoffs
| Año   | Equipo  | PJ | PT | MPP  | %TC  | %3P  | %TL  | RPP | APP | ROB | TPP | PPP  |
| ----- | ------- | -- | -- | ---- | ---- | ---- | ---- | --- | --- | --- | --- | ---- |
| 2019  | Toronto | 2  | 0  | 2.0  | .400 | .333 | .000 | .5  | .0  | .0  | .5  | 2.5  |
| 2020  | Toronto | 7  | 0  | 6.1  | .273 | .400 | .000 | 1.7 | .1  | .0  | .3  | 1.1  |
| 2022  | Toronto | 6  | 0  | 21.7 | .619 | .400 | .900 | 5.8 | .2  | .2  | 1.2 | 11.2 |
| Total | Total   | 15 | 0  | 11.8 | .534 | .391 | .750 | 3.2 | .1  | .1  | .7  | 5.3  |